# Kostel svatého Vavřince (Córdoba)
Kostel svatého Vavřince (španělsky Iglesia de San Lorenzo) v Córdobě v jižní Andalusii patří mezi dvanáct místních kostelů postavených na zakázku kastilského krále Ferdinanda III.
Původně na místě dnešního kostela stávala mešita a jí předcházela církevní stavba z doby Vizigótů. Na počátku 13. století, po dobytí města králem Ferdinandem byl postaven kostel zasvěcený svatému Vavřinci. Stavba probíhala v druhé polovině 13. století a je kombinací románského a gotického slohu, výraznou dominantou je rozeta ovlivněná maurskou architekturou. Místní minaret byl za renesance přestavěn na zvonici. Ze 14. století pochází působivé fresky v apsidě s výjevy ze života Ježíše Krista.

## Popis
Stavba je typická pro andaluské kostely tohoto období. Kostel je postaven na obdélníkovém půdorysu se třemi loděmi, bez transeptu a s apsidovým kněžištěm. Před hlavním vchodem je otevřená předsíň se třemi hrotitými otvory, což je v Andalusii neobvyklé, ačkoli musela být postavena kolem 16. století. Pevný arabský minaret přestavěl Hernán Ruiz el Joven na renesanční zvonici a je považována za předchůdce Giraldy v Seville.
Ze 14. století jsou v apsidě zachovány kvalitní malby italské gotiky se sedmi výjevy ze života Krista: uprostřed je Ukřižování, po stranách Jidášův polibek, Pilátův soud, Kristus nesoucí kříž, Sestoupení z kříže, Pohřeb a Vzkříšení. Pod nimi jsou postavy proroků a světců s pozlacenými svatozářemi. Zajímavá je výzdoba napodobující byzantské kachlové ornamenty.
Významné je také velké goticko-mudéjarské rozetové okno, jedno z nejlepších v kostelích té doby, které zdobí horní část štítu. Kazetový strop je mudéjarský a později renesanční. Za zmínku stojí starý hlavní oltářní obraz ze 17. století, který je vyzdoben plátny zobrazujícími život svatého Vavřince.